# Route nationale 194
Die Route nationale 194, kurz N 194 oder RN 194, ist eine französische Nationalstraße auf Korsika.
Die Straße wurde 1836 zwischen Bastia und Saint-Florent festgelegt. Die Länge betrug 23 Kilometer. 1933 wurde ihre Streckenführung so geändert, dass sie den Verlauf der Nationalstraße 196bis übernahm. Im Gegenzug wurde die bisherige Trasse der N 194 auf die Nationalstraße 198 und Nationalstraße 199 aufgeteilt. 1973 erfolgte dann die Abstufung der 119 Kilometer langen N 194. 1978 wurde die Nationalstraße für ein Stück der Nationalstraße 193 bei Ajaccio vergeben, da diese auf eine neue Route über den Flughafen geführt wurde. Dieses Stück soll in Zukunft zu einer Département- oder Kommunalstraße abgestuft werden.